# Roswell (Ohio)
Roswell egy amerikai település. Ohio államban, Tuscarawas megyében található. A 2000-es népszámlálási adatok szerint 276 lakója van.

## Földrajzi elhelyezkedés
Roswell az északi szélesség 40°28'29", a nyugati hosszúság 81°21'1" fokoknál fekszik (40.474683, -81.350187).
A település területe 0,7 km², mely teljes egészében szárazföld.

## Demográfia
A 2000. évi népszámlálási adatok szerint a 276 lakó, 91 háztartásban, 72 családban él. A népsűrűség 394,7 fő/km². 98 lakóépület fekszik Roswellben, ezek átlagos sűrűsége 140,1 épület/km². A rasszok szerinti csoportosítás alapján a lakók 99,28%-a fehér, 0,0%-a afroamerikai, 0,0%-a amerikai indián, 0,0%-a ázsiai, 0,72%-a óceániai, 0,0%-a egyéb, 0,0%-a kettő, vagy több és 0,0%-a a latino  rassz tagja.
Roswellben 91 háztartás található, melyek 48,4%-ában él 18 éven aluli személy, 65,9%-uk házas, 5,5%-uk él házastársi kapcsolatban gyermek nélkül, és 19,8%-uk nem családos. 15,4%-uk él élettársi kapcsolatban és 5,5%-uk egyedülálló, 65, vagy annál idősebb polgár. Átlagosan 3,03 fő él egy-egy háztartásban, míg 3,33 fő egy-egy családban.
A lakosság életkor szerinti eloszlása szerint 32,2% 18 év alatti, 7,6% 18 és 24 év közötti, 35,5% 25 és 44 év közötti, 17,8% 45 és 64 év közötti, míg 6,9% 65 éves, vagy annál idősebb. Az átlagéletkor 33 év. 100 nőre 109,1 férfi jut. 100 18 év alatti nőre 101,1 18 év alatti férfi jut.
A településen a háztartások éves bevétele átlagosan 27000 dollár, míg a családoké átlagosan 27500 dollár. Egy férfi évente átlagosan 26500 dollárt kap kézhez, míg egy nő 17115 dollárt. Az egy lakóra jutó éves bevétel 10627 dollár. A népesség 21,6%-a, a családok 11,8%-a él a megélhetési küszöb alatt. Ezen emberek 33,3%-a 18 év alatti, míg 7,1%-a 65 éves, vagy idősebb.
1. ↑  Népszámlálási Hivatal: 2010 U.S. Gazetteer Files (angol nyelven). 2010 U.S. Gazetteer adatgyűjtemény . Népszámlálási Hivatal, 2010 (Hozzáférés: 2020. július 9.)
2. ↑  2020. évi népszámlálás az Egyesült Államokban. 2020. évi népszámlálás az Egyesült Államokban . (Hozzáférés: 2022. január 1.)
3. ↑  United States Census 2010. 2010. évi népszámlálás . (Hozzáférés: 2022. május 10.)